# Saint-Fort
Saint-Fort korábbi község Franciaország Loire mente régiójában, Maine-et-Loire megyében. 2019. január 1-jén Azé és Château-Gontier korábbi községgel egyesült és Château-Gontier-sur-Mayenne új község része lett.
Lakosainak száma 1687 fő (2018. január 1.). Saint-Fort Azé, Château-Gontier, Chemazé és Ménil községekkel határos.

## Népesség
A település népessége az elmúlt években az alábbi módon változott:
| Lakosok száma | 430  | 544  | 823  | 1571 | 1578 | 1565 | 1632 | 1708 | 1670 | 1687 |
|               | 1968 | 1975 | 1982 | 1999 | 2006 | 2011 | 2013 | 2016 | 2017 | 2018 |